# Livio
Livio je moško osebno ime.

## Izvor imena
Ime Livio je moška različica ženskega osebnega imena Livija.

## Pogostost imena
Po podatkih Statističnega urada Republike Slovenije je bilo na dan 31. decembra 2007 v Sloveniji število moških oseb z imenom Livio: 21.

## Osebni praznik
V koledarju je ime Livio skupaj z imenom Livija; god praznuje 5. marca.